# نیاراد
نیاراد (به مجاری:  Nyárád) یک شهرداری در مجارستان است که در ناحیه پاپا واقع شده‌است. نیاراد ۱۹٫۸۳ کیلومتر مربع مساحت و ۹۶۰ نفر جمعیت دارد.